# Благово (Шуменская область)
Благово (болг. Благово) — село в Болгарии. Находится в Шуменской области, входит в общину Шумен. Население составляет 108 человек.

## Политическая ситуация
В местном кметстве Илия-Блысково, в состав которого входит Благово, должность кмета (старосты) исполняет Васил Вылчанов Василев (коалиция в составе 3 партий: Демократы за сильную Болгарию (ДСБ), Союз свободной демократии (ССД), Союз демократических сил (СДС)) по результатам выборов.
Кмет (мэр) общины Шумен — Красимир Благоев Костов (Болгарская социалистическая партия (БСП)) по результатам выборов.